# Sebastián Salazar Bondy
Sebastián Salazar Bondy (Lima, 4 de febrero de 1924-Lima, 4 de julio de 1965) fue un poeta, crítico, escritor, periodista y dramaturgo peruano, miembro de la llamada generación del 50.

## Biografía
Sebastián Salazar Bondy nació en Lima el 4 de febrero de 1924. Vino al mundo en la calle Corazón de Jesús [cuadra 3 del jirón Apurímac], en el barrio de la Chacarilla, en Lima, al lado de la iglesia de los Huérfanos [también llamada del Corazón de Jesús], en el corazón de la ciudad de lima. 

«Mi hogar fue un hogar de la clase media, formado por familias que venían de la provincia, viejas familias propietarias, pauperizadas por la invasión imperialista y, también, por la vida de lujos, de pompa, de señorío aristocrático que habían llevado en sus propias tierras natales. Y también desciendo de emigrantes franceses, posiblemente, si los pruritos genealógicos de un primo mío no han fracasado, de una familia judía del ghetto de Praga. Mi padre, emigrado del norte, de Chiclayo, se hizo de una relativa posición social y económica en el comercio, que hizo crisis alrededor de 1933 con una quiebra y con su muerte».

A los seis años de edad (1930), comienza su formación escolar en el Colegio Alemán de Lima; pero a la muerte de su padre hubo de trasladarse al colegio de San Agustín, de los sacerdotes agustinos, en Lima. 

"Yo creo que esa crisis económica que hizo pasar a mi familia de la posesión de un automóvil, de la posesión de ciertas comodidades, de la promesa de la educación en Europa, a la reducción a una o dos piezas --el resto de la casa se dedicaba a pensión para caballeros honorables, de preferencia extranjeros, con lo cual se solventaba un poco mi hogar--, ese paso de una cierta comodidad, no de la opulencia, a la estrechez económica, seguramente influyó muy poderosamente en mi infancia y vi el mundo desde ese momento como dividido en dos planos irreconciliables. Coincidentemente con esta crisis económica sobrevino la muerte de mi padre, que había intervenido en la política como partidario del general Sánchez Cerro, y que se había rodeado de ciertas amistades poderosas, importantes. Desaparecido él, esas amistades se alejaron, y los grandes paquetes de regalo de los amigos poderosos en los días de navidad desaparecieron también. Estudiaba en aquel entonces en el Colegio Alemán y la crisis significó igualmente un cambio de colegio. Pasamos al colegio San Agustín de Lima, un típico colegio de clase media (hoy es un colegio de burguesía, pero en ese momento era un colegio de clase media, a la altura de La Merced, de Santo Toribio), en cuyas aulas y con cuyos maestros conocí el mundo mágico de la vida religiosa, con el trance místico (ayudaba yo muy bien la misa, todavía recuerdo las primeras palabras en latín), pero también conocí el mundo de las represiones, de las inhibiciones, de las prohibiciones, de los prejuicios y conocí también un mundo de humillaciones que consistía en aquello de 'Salazar, avísale a tu hermano que debe dos meses, que si no paga esos dos meses no dan examen'".

A la edad de 13 años (1937) la revista Palabra publica uno de sus poemas: Canción antes de partir. 

"Es alrededor del quinto año de primaria, cuando tendría yo 10 u 11 años, cuando aparece en mí una necesidad de expresión que cumplí escribiendo poesías y novelas ocultamente y que mis profesores no descubrieron jamás. Siempre recuerdo, a los pocos años de salir del colegio, estando yo en la universidad, haberme encontrado con el profesor de literatura, para el cual la historia de la literatura se detenía en Campoamor para continuar con una serie de detritus hechos por gentes corrompidas, y la cara de perplejidad y de sorpresa al encontrarme un día en la calle y decirme: 'Así que eres escritor, poeta y rojillo'. Tenía razón".

A la edad de 14 años (1938) publica algunos de sus poemas en la revista de su colegio, El mundo agustiniano. A los 17 años (1941) ingresa a la Facultad de Letras de la Universidad Nacional Mayor de San Marcos para estudiar Derecho. A los 19 años (1943) publica su primer poemario: Rótulo de la esfinge, en colaboración con Antenor Samaniego; y meses después otro con el título de Bahía del dolor. Sebastián Salazar Bondy no incluirá estos dos libros en ninguna de las relaciones de sus obras que hizo con posterioridad
A pesar de haber empezado a publicar en los años cuarenta, existen algunos autores (sobre todo los de literatura para enseñanza de literatura como materia en la escuela secundaria), que lo clasifican dentro de la generación del 50. Lo que lo ubicaría en la misma promoción de escritores que Enrique Congrains, Reynoso, Mario Vargas Llosa y Julio Ramón Ribeyro, lo cual no es del todo exacto ya que en algunos casos actuó como promotor de los nuevos escritores que salieron en dicha década.
Sus obras teatrales probablemente fueron las más logradas de su momento. En ellas generalmente realiza crítica social, en más de una mediante comedias fáciles de entender, pero con mensajes más profundos que deben incitar a la reflexión sobre la realidad. Su obra denota un cierto influjo de Brecht y es, muy probablemente, el dramaturgo peruano más conocido en la actualidad.
En 1947 se casó con la actriz argentina Inda Ledesma, con quien vivió en Buenos Aires; sin embargo, poco tiempo después se divorciaron y Salazar Bondy regresó al Perú en 1950
Mostró gran interés en la pintura llegando a dirigir el Instituto de Arte Contemporáneo de Lima e incentivar la creación de los jóvenes valores plásticos del país.
Fue miembro fundador del Movimiento Social Progresista (MSP) en 1956, junto con su hermano Augusto, Santiago Agurto Calvo (secretario general) y Alberto Ruiz Eldredge.
Se casó con Irma Lostaunau del Solar con quien tuvo una hija: Ximena Salazar Lostaunau.

## Obras
Entre las obras de Salazar  Bondy encontramos:
1937	, fernanda (gata)', poema; en la revista Palabra.
1938	Poemas en El mundo agustiniano, revista del colegio de San Agustín (de Lima).
1940	Críticas de teatro en la revista Jornada.
1942	Estampas limeñas, artículos en el semanario Clímax; también cuentos y poemas en el mismo semanario.
1943	En colaboración con Antenor Samaniego publica su primer poemario, Rótulo de la esfinge, Lima, 16 p.; y otro poemario, Bahía del dolor. Sebastián Salazar Bondy no incluirá estos dos libros en ninguna relación de sus obras.
1944	Voz desde la vigilia, poemario. Lima: Hermes, 17 p.
1946	Cuaderno de la persona oscura.
	Lima: [Lumen].
	Dibujos de Fernando de Szyszlo.
	45 p.; ilustrado.
1946	La poesía contemporánea del Perú, antología crítica, con Jorge Eduardo Eielson y Javier Sologuren. Lima.
1946	Amor, gran laberinto, farsa en dos actos. (Estrenada por la Compañía Nacional de Comedias, de Lima, el 10 de octubre de 1947, en el Teatro Segura (enlace roto disponible en Internet Archive; véase el historial, la primera versión y la última)., de Lima).
1948	Artículos en el suplemento dominical del diario La Nación, de Buenos Aires.
1948	Los novios (mojiganga).
	En: Las moradas, Vol. 2. No. 6, p. 225-233.
1949	Máscara del que duerme, poemario.
	Buenos Aires: Botella al mar.
	Dibujos de Luis Seoane.
	16 p. ilustrado.
1950	Los ojos del pródigo, poesías.
	Buenos Aires: Botella al mar.
	43 p.
1950	Tres confesiones, plaqueta. Buenos Aires.
1950	No hay isla feliz.
1950	La soltera y el ladrón, pantomima; La oficina de Arlequín, pantomima. México.
1951	Los novios, farsa en un acto, se estrena en el Negro-Negro, de Lima.
1951	Los ojos del pródigo.
1952	El fabricante de deudas. (Estrenada en 1962 por el grupo Histrión con la dirección de José Velásquez).
1952	Rodil, drama en tres actos.
	Lima: Tipografía peruana.
	78 p.
1953	El de la valija, farsa en un acto, estrenada por la Escuela Nacional de Arte Escénico.
1953	El espejo no hace milagros, monólogo, se estrena en el Negro-Negro, de Lima.
1953	Adaptación del drama Ollantay, en colaboración con César Miró, se estrena en el Teatro Segura, de Lima.
1954	Náufragos y sobrevivientes, cuentos. Lima.
1954	No hay isla feliz, drama en tres actos, el primero y el tercero divididos en dos cuadros. Estrenado por el Club de Teatro, de Lima. Edición con Prólogo de Jorge Basadre, Lima: Club de Teatro, 110 p.
1954	En el cielo no hay petróleo, juego optimista en un acto, estrenado por el Club de Teatro, de Lima.
1955	Segunda edición de Náufragos y sobrevivientes, cuentos.
1956	Algo que quiere morir, drama en tres actos, estrenado en el Club de Teatro, de Lima; y editado en Buenos Aires: Talía, 35 p.
1956	Un cierto tic-tac, juguete en un acto, estrenado por el Club de Teatro, de Lima.
1956	Confidencia en alta voz, poemas.
1956	Artículos en la revista Libertad, órgano del Movimiento Social Progresista, partido político del que es cofundador.
[s.a.]	La Nación: con el pueblo y por la patria.
	Lima: Imprenta Leomir
1957	Antología general de la poesía peruana, en colaboración con Alejandro Romualdo, Lima: Librería Internacional del Perú.
1958	Arte milenario del Perú.
	Lima: Ministerio de Educación Pública (Biblioteca del estudiante peruano, 2)
	5 h., 58 p., láminas a color; 17 cm
1958	“Como una casa: toda la ciudad”.
En: Los doce mejores artículos del premio Cabotín, 1957, p. 89-93.
Lima: Garcilaso, libros y ediciones.
1958	Cuentos infantiles peruanos, antología.
Lima: Juan Mejía Baca, Nuevos Rumbos (La literatura infantil, dirigida por José Bonilla Amado).
95 p.; 17 cm
1958	Pobre gente de París, cuentos.
1958	Seis juguetes.
Lima: Nuevos Rumbos (Escritores de Lima, 3)
102 p.; 18 cm
1959	El trapecio de la vida, monólogo, estrenado en el Teatro Municipal, de Lima.
1959	Dos viejas van por la calle, comedia, estrenada en el teatro La Cabaña, de Lima.
1959	Flora Tristán, drama, estrenado en el auditorio de Radio Mundial, de Lima.
1959	Segunda edición de No hay isla feliz, en la selección de Teatro Peruano Contemporáneo, de la editorial Aguilar, de Madrid.
1960	Confidencia en alta voz, poemas. Lima.
1960	Del hueso tallado al arte abstracto (Introducción al arte).
	Lima: peruanas Simiente.
	46 p. ilustrado.
1960	Vida de Ximena. Poemas.
Lima: La rama florida; Escuela Nacional de Bellas Artes. (Forma y poesía, dirigida e impresa por Javier Sologuren, 5)
Dibujo de Gastón Garreaud.
12 p., 14 cm
1960	Discurso al recibir el premio León de Greiff, instituido en Venezuela para poetas latinoamericanos; premio otorgado en mérito a Conducta sentimental.
1961	Teatro. Contiene: Rodil, No hay isla feliz, Algo que quiere morir, Flora Tristán.
	Buenos Aires: Losada (serie Gran Teatro del Mundo)
	217 p.
1961	Sólo una rosa, pieza en un acto, estrenada en el Club de Teatro, de Lima.
1961	El señor gallinazo vuelve a Lima, cuento infantil, Lima.
1962	El fabricante de deudas, comedia en tres actos con canciones compuestas por él mismo, se estrena en el teatro La Cabaña, de Lima.
1962	Cuba, nuestra revolución, publicada.
1963	Conducta sentimental, Caracas.
1963	Cuadernillo de oriente, dos poemas.
1963	El beso del caimán, juguete en un acto, escrito.
1964	Dios en el cafetín, Lima: Populibros peruanos.
1964	Cerámica peruana precolombina (La cerámica prehispánica).
México D.F.: Universidad Nacional Autónoma de México (Colección de Arte, 14)
	Xl + 25 + [40] p., fotografías en blanco y negro.
1964	El fabricante de deudas. Contiene también: Flora Tristán.
Lima: Nuevo Mundo.
140 p.
1964	El fabricante de deudas, presentado en Santiago de Chile por Histrión Teatro de Arte, del Perú.
1964	Lima la horrible, ensayo.
	México, D.F.: Biblioteca Era.
	Primera edición en la Biblioteca Era.
1964	Lima la horrible.
	Lima: Populibros peruanos, 38)
	99 p., 17 cm
1964	Lima la horrible.
	México, D.F.: Biblioteca Era.
	Segunda edición en la Biblioteca Era.
1964	Poesía quechua, selección.
	México: UNAM.
	94 p.
1964	Mil años de poesía peruana, antología.
1964	Lima, su moneda y su ceca, estudio, publicado.
1965	La escuela de los chismes, comedia en tres actos, estrenada en el teatro La Cabaña, por Histrión, Teatro de Arte.
1965	Ifigenia en el mercado, comedia musical, escrita; la estrenará póstumamente la Compañía Lucía Irurita, el 29 de abril de 1966, en el Teatro Segura, de Lima, con música de las canciones compuesta por Enrique Iturriaga.
1965	El rabdomante, pieza en un acto.
1965:	Alférez Arce, teniente Arce, capitán Arce…, novela, inconclusa (se publicará póstumamente en 1969, por la Casa de la Cultura del Perú, con Prólogo de Tomás G. Escajadillo.
1965. Sebastián Salazar Bondy por él mismo, conferencia en el Primer Encuentro de Narradores Peruanos, Arequipa (Perú).
1965	El tacto de la araña, poemas 1960-1965.
Ilustraciones de Fernando de Szyszlo.
Lima: Francisco Moncloa, 1965.
[38] p. ilustrado.
1965	Testamento ológrafo.
	Lima: La rama florida (Serie: Mensajes de la rama florida)
	[2] p. ilustrado
1966	El tacto de la araña, Sombras como cosas sólidas, poemas 1960-1965; Sebastián Salazar Bondy por el mismo
	Francisco Moncloa Editores S.A.
Primera edición
	72 p.; 19 cm
1966	El tacto de la araña, Sombras como cosas sólidas, poemas 1960-1965; Sebastián Salazar Bondy por el mismo
	Francisco Moncloa Editores S.A.
Segunda edición
	72 p.; 19 cm
1967	Comedias y juguetes.
Lima: Patronato para la publicación de las Obras de Sebastián Salazar Bondy, Francisco Moncloa Editores S.A. (Obras de Sebastián Salazar Bondy, Tomo I).
464 p.; 22 cm
1967	Piezas dramáticas.
Lima: Patronato para la publicación de las Obras de Sebastián Salazar Bondy, Francisco Moncloa Editores S.A. (Obras de Sebastián Salazar Bondy, Tomo II).
308 p.; 22 cm
1967	Poesías.
Lima: Patronato para la publicación de las Obras de Sebastián Salazar Bondy, Francisco Moncloa Editores S.A. (Obras de Sebastián Salazar Bondy, Tomo III).
270 p.; 22 cm
1968	Lima la horrible.
	México, D.F.: Biblioteca Era.
	Tercera edición en la Biblioteca Era.
1969	Alférez Arce, teniente Arce, capitán Arce.
	Lima: Casa de la Cultura del Perú.
	97 p.
1974	Lima la horrible.
	Lima: Poesia (Biblioteca Peruana, 38).
	159 p.
1974	Lima la horrible.
	México, D.F.: Biblioteca Era.
	Cuarta edición en la Biblioteca Era.
1974	Sombras como cosas sólidas, poemas.
1977	Lima la horrible.
	México, D.F.: Biblioteca Era.
	Quinta edición en la Biblioteca Era.
	136 p., + láminas con fotografías en blanco y negro.
1981	“La poesía y el hombre”.
	En: Socialismo y participación, No. 16 (diciembre de 1981), p. 107-108.
1984	“La arquitectura colonial cuzqueña”.
	En: Cielo abierto, Vol. 10, No. 28 (abril-junio de 1984), p. 16-26.
1990	Una voz libre en el caos, ensayo y crítica de arte.
	Lima: José Campodónico Editor.
	Selección de textos: Lucrecia Lostaunau de Garreaud.
	298 p.; 21 cm
1993	“Sombras del origen”.
	En: Documentos de literatura, No. 1 (abril-junio de 1993)
1993	“Patio interior”.
	En: Documentos de literatura, No. 1 (abril-junio de 1993), p. 151.
1993	“Luz neón”.
	En: Documentos de literatura, No. 1 (abril-junio de 1993), p. 151-152.
1993	“Recado para un joven poeta”.
	En: Documentos de literatura, No. 1 (abril-junio de 1993), p. 152.
2002	Lima la horrible.
	Concepción: Universidad de Concepción, Dirección de Extensión, 2002.
	147 p.
2003	“Cuba, nuestra revolución”.
En: Letras, Universidad Nacional Mayor de San Marcos, No. 105-106; p. 195-210.
2003	Escritos políticos y morales (Perú, 1954-1965). Estudio introductorio de Mario Vargas Llosa.
	Lima: UNMSM Fondo Editorial.
	185 p.
2008	Lima la horrible. (5.ª edición). Prólogo de Gilberto Triviños, María Nieves Alonso y Mario Rodríguez; epílogo de Carlos Germán Belli.
Concepción: Universidad de Concepción & Madrid: Calambur.
137 p.; fotografías en blanco y negro.
2016 La ciudad como utopía. Artículos periodísticos sobre Lima 1953-1965. Selección y prólogo de Alejandro Susti. Lima, Fondo Editorial de la Universidad de Lima.

## La edición de las obras de Sebastián Salazar Bondy
En 1967, en Lima, el Patronato para la Publicación de las Obras de Sebastián Salazar Bondy y Francisco Moncloa Editores S.A. comenzaron a publicar las Obras de Sebastián Salazar Bondy, cuyos derechos estaban en poder de Irma Lostanau de Salazar. El Patronato para la Publicación de las Obras de Sebastián Salazar Bondy estaba conformado por veinticuatro miembros: Santiago Agurto Calvo, José Alvarado Sánchez, Danilo Balarín, Jorge Basadre, José Luis Bustamante y Rivero, Manuel Checa Solari, Graciano Gasparini, Walter Gross, José Matos Mar, Rosalía Ávalos de Matos, Juan Mejía Baca, Luis Miro Quesada Garland, Alfonso Moncloa, Francisco Moncloa, Manuel Mujica Gallo, Luis Navarro Vidal, Abelardo Oquendo, Mario Piacenza, Kuroki Riva, Juan Sardá, Ricardo Sarria, Fernando de Szyszlo, Mario Vargas Llosa y Héctor Velarde.
De acuerdo con el plan editorial se publicaron las siguientes:
Tomo I – Comedias y juguetes (Lima 1967), 464 páginas. Incluye un ensayo titulado “S.S.B. y la vocación del escritor en el Perú”, por Mario Vargas Llosa (páginas 11-34) y consta de las siguientes obras de Sebastián Salazar Bondy:
Amor, gran laberinto. Farsa en dos actos y un epílogo. (Estrenada el 10 de octubre de 1947 en el Teatro Segura, de Lima, por la Compañía Nacional de Comedias). Páginas 35-88.
Juguetes:
La soltera y el ladrón. Pantomima. (Publicada en 1950 en México). Páginas 91-93.
La oficina de Arlequín. Pantomima. (Publicada en 1950 en México). Páginas 95-96.
Los novios. Farsa en un acto. (Estrenada en octubre de 1951 en el Negro-Negro, de Lima, por los actores Carmela Reyes y Raúl Varela). Páginas 97-116.
El de la valija. Juguete en un acto. (Estrenado en abril de 1953 en la Escuela Nacional de Arte Escénico, por los actores Carlos Gassols, Carlos Velásquez y José Velásquez). Páginas 117-134.
El espejo no hace milagros. Monólogo. (Estrenado en 1953, en el Negro-Negro de Lima, por la actriz Ofelia Woloshin). Páginas 135-138.
En el cielo no hay petróleo. Juego optimista en un acto. (Estrenado en noviembre de 1954,, por la Escuela Dramática del Club de Teatro de Lima, bajo la dirección de David Stivel). Páginas 139-166.
Un cierto tic-tac. Juguete en un acto. (Estrenado en octubre de 1956, por la Escuela Dramática del Club de Teatro de Lima, bajo la dirección de Fernando Samillán). Páginas 167-174.
El trapecio de la vida. Monólogo. (Estrenado el 15 de marzo de 1959, en el Teatro Municipal, de Lima). Páginas 175-176.
El beso del caimán. Un acto disparatado. (Escrito en 1963; permanecía inédito y sin estrenar hasta la publicación de este volumen de las Obras de Sebastián Salazar Bondy en 1967). Páginas 177-199.
Comedias:
Dos viejas van por la calle. Comedia grotesca en un prólogo, tres actos y un epílogo. (Estrenada el 24 de octubre de 1959, en el teatro La Cabaña, de Lima, por Histrión, Teatro de Arte). Páginas 201-262.
El fabricante de deudas. Sátira en dos actos. (Estrenada el 27 de septiembre de 1962, en el teatro La Cabaña, de Lima, por Histrión, Teatro de Arte). Sebastián Salazar Bondy antepuso esta anotación: “El fabricante de deudas se inspira en Le faiseur de Honoré Balzac. He aprovechado de esa fuente los rasgos que emparientan al embustero especulador de la Bolsa parisiense del siglo xix y el pícaro financista, si se puede así llamársele, de la burguesía criolla de nuestros días. El autor reconoce en estas líneas cuánto debe a la creación del genio francés, y lo escribe aquí en su homenaje”. Páginas263-328.
La escuela de los chismes. Comedia a imitación de Sheridan, en un prólogo y cinco actos. (Estrenada el 1 de abril de 1965, en el teatro La Cabaña, de Lima, por Histrión, Teatro de Arte). Páginas 329-406.
Ifigenia en el mercado. Farsa musical en cuatro cuadros. (Estrenada póstumamente el 29 de abril de 1966, en el Teatro Segura, de Lima, por la Compañía de Lucía Irurita, con música para las canciones compuesta por Enrique Iturriaga). Pág. 407-458.
Tomo II – Piezas dramáticas (Lima 1967), 308 páginas. Incluye un ensayo titulado “Sebastián Salazar Bondy en su teatro”, por José Miguel Oviedo (páginas 9-33) y consta de las siguientes obras de Sebastián Salazar Bondy:
Rodil. Drama en tres actos. (Estrenado el 25 de julio de 1952, en el Teatro Segura, de Lima, por la Compañía Nacional de Comedias). Páginas 35-98.
No hay isla feliz. Drama en tres actos, el primero y el último divididos en dos cuadros. (Estrenado el 29 de abril de 1954, en el Club de Teatro de Lima). Páginas 99-167.
Algo que quiere morir. Drama en tres actos. (Estrenado el 6 de octubre de 1956, en el Club de Teatro de Lima). Páginas 168-239.
Flora Tristán. Estampa dramática en tres actos. (Dedicada a Pablo Neruda. Estrenada el 21 de mayo de 1959, en el Teatrín de Radio Mundial, en Lima, por la Compañía de Lucía Irurita). Páginas 241-281.
El rabdomante. Pieza en un acto. (Estrenada el 20 de julio de 1966, en el teatro La Cabaña, de Lima. Esta obra mereció póstumamente el Premio Nacional de Teatro, del Perú, del año 1965). Páginas 283-303.
Tomo III – Poemas (Lima 1967), 272 páginas. Incluye un ensayo titulado “La poesía en la vida y en la obra de Sebastián Salazar”, por Emilio Adolfo Westphalen (páginas 9-13), un ensayo titulado “Nota sobre la poesía de Sebastián Salazar Bondy”, por Javier Sologuren (páginas 14-18), un ensayo titulado “Estancias poéticas de El tacto de la araña”, de Alberto Escobar (páginas 253-259), una “Noticia” de los editores (página261) y consta de los siguientes poemarios de Sebastián Salazar Bondy:
Voz desde la vigilia. (1944). Páginas 19-34.
Cuaderno de la persona oscura. (1946). Páginas 35-66.
Máscara del que duerme. (1949). Páginas 67-78.
Los ojos del pródigo. (1951). Páginas 79-112.
Confidencia en alta voz. (1960). Páginas 113-176.
Vida de Ximena. (1960). Páginas 177-184.
Cuadernillo de Oriente. (1963; consta de dos poemas fechados en Hakone, setiembre de 1963; y Pekín, octubre de 1960). Páginas 185-189.
El tacto de la araña. (Poemas póstumos 1960-1965). Páginas 191-233.
Sombras como cosas sólidas. (Poemas póstumos 1960-1965). Páginas 235-252.
Hasta el año 2010 quedaban por editarse:
Tomo IV – Cuentos completos.
Tomo V – Ensayos y crítica.
Tomo VI – Artículos escogidos.

## La edición de los artículos periodísticos de Sebastián Salazar Bondy y reedición de sus obras
En 1990 Jaime Campodónico/Editor (Lima) comenzó la edición de los ensayos de Sebastián Salazar Bondy que se encontraban dispersos en distintas publicaciones periódicas limeñas como los diarios La Prensa y El Comercio y las revistas Caretas y Oiga. El plan editorial consistía de tres volúmenes, de los cuales sólo apareció el primero:
Una voz libre en el caos, ensayo y crítica de arte. Lima: Jaime Campodónico/Editor, 1990. 298 pp. La recopilación y selección de textos estuvo a cargo de Lucrecia Lostaunau de Garreaud. Comprende: 1. Introducción al arte, 13 artículos (pp. 3-42); 2. Arte peruano, 39 artículos (pp. 43-152); 3. Arte en el mundo, 36 artículos (pp. 153-252); 4. Cómo la pintura ha buscado al Perú, 5 artículos (pp. 253-275); 5. Apéndice, tres artículos sobre arte peruano (pp.277-284). El libro contiene además un Prólogo, por Alejandro Romualdo (pp. vii-ix); y una Cronología (pp. 285-291), preparada teniendo como base información contenida en Sebastián Salazar Bondy; bibliografía, por Gerald Hirschhorn; Lima: Instituto de Estudios Cultura y Sociedad en los Andes, 1990.
Hasta el año 2010 seguían sin publicar el segundo y el tercer volumen:
Ensayos y artículos periodísticos sobre la realidad peruana; y
Un ensayo y crítica literaria (teatro, poesía, literatura).
En el año 2014, se editaron dos volúmenes titulados La luz tras la memoria por Alejandro Susti que contienen artículos periodísticos sobre temas vinculados a la cultura y la literatura. Asimismo, ese año se publicó la tercera edición peruana de Lima la horrible por la editorial Lápix editores. Susti estuvo a cargo del cuidado de la edición. 
En el año 2015 el grupo peruano de teatro EspacioLibre decide tomar como punto de partida Lima la horrible para emprender un proceso creativo que culminó con el texto dramático "Los funerales de Doña Arcadia" escrito y dirigido por Diego La Hoz. Montaje que estuvo en temporada itinerante durante cuatro años con las actuaciones de Eliana Fry García-Pacheco, Natalio Diaz, Karlos López Rentería y la reconocida actriz Aurora Colina. En 2021 fue incluido en el Tercer Tomo de la Colección Bicentenario publicado por la Escuela Nacional Superior de Arte Dramático (Perú).
En el 2015 apareció la antología de Un ser de cristal y sueño por la editorial Alfaguara con relatos, poemas, obras de teatro y un capítulo de Lima la horrible seleccionados por Alejandro Susti. En el 2016, el Fondo Editorial de la Universidad de Lima publicó una selección de artículos periodísticos realizada por Susti titulada La ciudad como utopía. En el 2021, apareció una nueva selección periodísticos del autor editada por la Biblioteca Nacional del Perú con el título La Odisea del libro en el Perú. Ese mismo año, se publicó la cuarta edición nacional de Lima la horrible por Revuelta Editores. Finalmente en el 2024, con motivo de la celebración del centenario del nacimiento de Sebastián Salazar Bondy se publicaron tres volúmenes bajo el cuidado de Alejandro Susti: Una afilada aguja (Antología poética), Pobre gente de París y Crónicas desde Europa (1956-1957).

## Muerte
En los días finales de junio de 1965, y habiendo participado recientemente de eventos tan importantes como la mesa redonda sobre Todas las sangres, o días antes, del Primer Encuentro de Narradores Peruanos, mientras escribía una crónica en su escritorio de la revista ‘Oiga’, el autor de Lima la horrible padeció una descompensación grave, fruto de una dolencia congénita al hígado, que le generó un cuadro hemorrágico súbito y letal. Trasladado al hospital del empleado, falleció la mañana del domingo 4 de julio.

## Premios y reconocimientos
- Premio Nacional de Teatro, 1947, por Amor, gran laberinto, estrenada por la Compañía Nacional de Comedias.
- Premio Nacional de Teatro, 1952, por el drama  Rodil.
- Premio Cabotín, de periodismo, 1960.
- Premio Internacional de Poesía “León de Greiff” (Venezuela, 1960).
- Premio Anita Fernandini de Naranjo 1962, otorgado por la Universidad Nacional Mayor de San Marcos a la mejor obra teatral del año, por El fabricante de deudas, comedia en tres actos con canciones compuestas por él mismo, estrenada ese año en el teatro La Cabaña, de Lima.

- Premio Nacional de Teatro, del Perú, del año 1965 (póstumo), por El rabdomante. Pieza en un acto.